# Systemy miar stosowane na ziemiach polskich

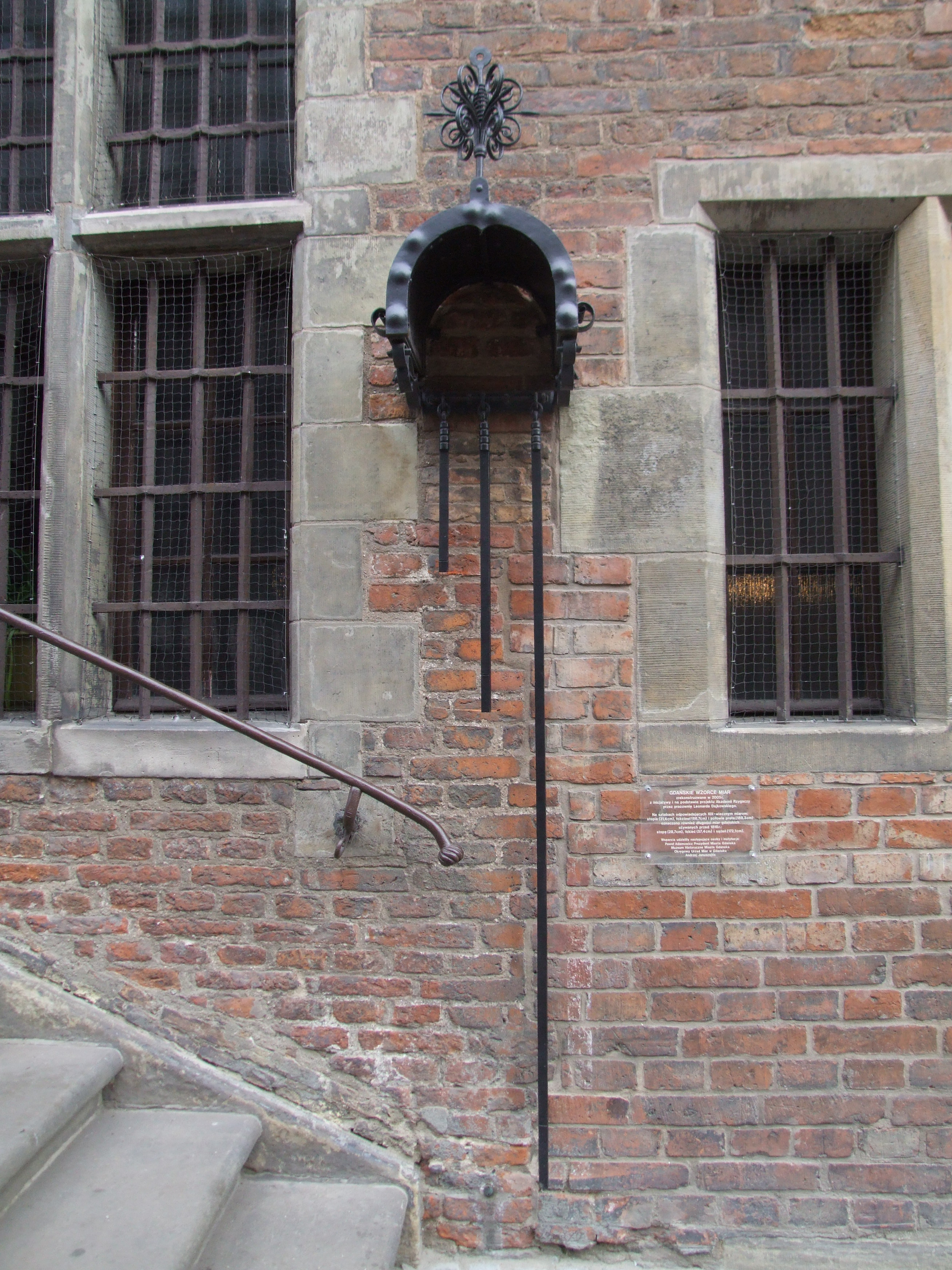
Zrekonstruowane miary gdańskie (miary długości) na fasadzie Ratusza Głównego Miasta w Gdańsku

Systemy miar stosowane na ziemiach polskich – w Polsce stosowano wiele systemów miar. Było to związane z wpływami ośrodków władzy i handlu. Wynikało z konieczności ujednolicenia miar stosowanych do wymiaru podatków i w wymianie towarowej. W późniejszym okresie mnogość systemów była wynikiem ujednolicania miar, narzucanego przez zaborców na terenie zaborów. Jednocześnie trwały starania o powszechne ujednolicenie miar, którego efektem było wprowadzenie jednostek metrycznych.
O potrzebie ujednolicenia miar może świadczyć fakt sporych różnic między wartościami odpowiadającymi tej samej jednostce (o tej samej nazwie) w różnych układach. Należy podkreślić, że na tym samym obszarze i w tym samym czasie mogły być stosowane różne systemy miar.
Jednostki metryczne, które stanowią ujednolicone miary do dzisiejszych czasów, zostały wprowadzone na ziemiach zaboru pruskiego w 1872 – zaboru austriackiego w 1876. Na terenie zaboru rosyjskiego można ich było używać fakultatywnie od 1875.
Do ważniejszych systemów miar stosowanych w przeszłości w Polsce należały:
- miary austriackie
- miary galicyjskie
- miary gdańskie
- miary krakowskie
- miary lwowskie – inna nazwa miar galicyjskich
- miary nowopolskie
- miary pruskie i niemieckie
- miary rosyjskie
- miary staropolskie
- miary warszawskie – inna nazwa miar staropolskich
- miary wrocławskie.

## Miary i wagi w dawnej Polsce
Najstarsze miary polskie noszą nazwy rodzime i opierały się na przeciętnych wymiarach ludzkich: siąg, łokieć, piędź, stopa, skok. W późniejszym czasie pod wpływem kontaktów handlowych z kupcami zagranicznymi weszły w użycie nowe miary i wagi: antał, cal, cetnar, funt, huba, klafter, łan, łaszt, łut, mendel, mila, morga, sznur, tuzin, wiertel.
W prawodawstwie staropolskim widać dążenie do ujednolicenia miar i wag w całym państwie, przy jednoczesnym zachowywaniu dużej wyrozumiałości dla prowincjonalnych uświęconych tradycją odrębności.
Prawo z 1420 r. stanowi: „miary zboża, sukien i innych rzeczy ziemnych przez kmiecie do targu wożonych, przez wojewodę na każdy rok stanowione być mają.”
W 1511 r. uchwalono, że „miara ze starodawna postanowiona, ma być od kupców chowana, którą gdyby kto utracił, według statutu przez wojewody i starosty karany być ma”.
W 1565 r. postanowiono, że „miary i wagi wszelakie jednakie być mają, które wojewodowie po tym sejmie, każdy w swojem województwie, uczyniwszy konwokację dygnitarzów i urzędów starościch, i Rady miasta główniejszego, w onemże województwie powinni opowiedzieć i sprawiedliwie wymierzawszy, oneż na zamki główne starostom, i do każdego miasta i miasteczka pod swą cechą oddać, gdzie na ratuszu mają być chowane, darmo każdemu wymierzone i wszędy pod winami w statuciech opisanemi używane.”
W 1507 r. waga i łokieć krakowski z poznańskim zostały zrównane, a lwowski i lubelski „w swojej mierze pozostawione”.
W 1532 r. zrównano miarę płocką z poznańską, a w 1565 r. wprowadzono łokieć krakowski jako obowiązujący w całej Koronie. W 1569 r. województwo podlaskie otrzymało takie same miary jak Warszawa. W 1613 r. określono miary wileńskie i kowieńskie i nakazano, aby miary wymierzone i cechowane były „żelazem okowane, albo z miedzi urobione, jedne na ratuszu a drugie w grodzie zostały i potrzebującym dawane były”.

## Staropolskie jednostki rachuby
- tuzin – 12 sztuk
- mendel – 15, m. polski – 16
- sztyga – 20[potrzebny przypis]
- izba – 40[potrzebny przypis]
- kopa – 60
- wielka setka (dziesięć tuzinów) – 120
- gros (tuzin tuzinów) – 144
- wielki tysiąc (dziesięć grosów) – 1440
- wielki gros (tuzin grosów) – 1728

## Staropolskie handlowe miary długości
- Sążeń (siąg) = 3 łokcie = 6 stóp = 9 sztychów = 12 ćwierci = 24 dłonie = 72 palce = 576 ziaren = 1787 mm
- Łokieć = 2 stopy = 3 sztychy = 4 ćwierci = 8 dłoni = 24 palce = 192 ziarna = 595,54 mm
- Stopa = 1,5 sztycha = 2 ćwierci = 4 dłonie = 12 palców = 96 ziaren = 297,77 mm
- Sztych = 1 1/3 ćwierci = 2 2/3 dłoni = 8 palców = 64 ziarna = 198,51 mm
- Ćwierć = 2 dłonie = 6 palców = 48 ziaren = 148,87 mm
- Dłoń = 3 palce = 24 ziarna = 74,44 mm
- Palec (cal) = 8 ziaren = 24,82 mm
- Ziarno = 3,10 mm

## Staropolskie rolne miary długości
- Zagon (staje) = 3 sznury = 15 lasek = 30 prętów = 60 kroków = 225 łokci = 133,996 m
- Sznur = 10 prętów = 100 pręcików = 1000 ławek = 44,665 m
- Laska (miara) (wierzbica (miara)) = 2 pręty = 4 kroki = 15 łokci = 8,933 m
- Pręt = 10 pręcików = 100 ławek = 4,466 m
- Krok geometryczny = 5 pręcików = 2,233 m
- Łokieć = 595,54 mm
- Pręcik (stopa geometryczna) = 10 ławek = 446,65 mm
- Ławka (cal geometryczny) = 44,665 mm

## Staropolskie górnicze miary długości
- Łatr (lachter polski) = 10 stóp łatrowych = 100 cali łatrowych = 1000 prym = 10 000 sekund łatrowych = 2,016 m
- Stopa łatrowa = 201,6 mm
- Cal łatrowy = 20,16 mm
- Pryma łatrowa = 2,016 mm
- Sekunda łatrowa = 0,2016 mm

## Staropolskie drogowe miary długości
- Mila = 2 półmile = 4 ćwierćmile = 8 stai = 7,5-8,5 km

## Staropolskie rolne miary powierzchni
- Łan królewski = 3 włóki = 90 mórg = 270 sznurów = 2700 prętów większych kw. = 27 000 pólek = 1 516 750 łokci kwadratowych = 2 700 000 pręcików kw. = 53,865 ha
- Źreb (zgrzeb, hak) = 1,5 włóki
- Włóka chełmińska = 30 mórg = 90 sznurów kw. = 900 prętów większych kw. = 17,955 ha
- Morga chełmińska (mórg) = 3 sznury kw. = 30 prętów większych kw. = 300 pólek = 59,85 a
- Sznur mierniczy kwadratowy = 10 prętów większych kw. = 100 pólek = 5625 łokci kwadratowych = 10 000 pręcików kw. = 19,95 a
- Pręt większy kwadratowy = 10 pólek = 562,5 łokcia kw. = 1000 pręcików kw. = 1,995 a
- Pólko, kopanka, pręt kopany = 56,25 łokcia kw. = 100 pręcików kw. = 19,95 m²
- Łokieć kwadratowy = 17/9 (=16/9) pręcika kw. = 0,3547 m²
- Pręcik kwadratowy (stopa geometryczna kw.) = 0,1995 m²

Miary w Piotrkowie w latach 80. XVIII wieku – dziś Piotrków Trybunalski
- 1 łan = 30 morgów geometrycznych;
- 1 morga geometryczna = 30 zagonów geometrycznych;
- 1 zagon geometryczny = 1000 stóp geometrycznych;
- 1 stopa geometryczna = 3/4 łokcia kwadratowego.

- 1 łan = 900000 stóp kwadratowych;
- 1 morga kwadratowa = 300 prętów kwadratowych;
- 1 pręt kwadratowy = 56 1/4 łokcia kwadratowego.

## Staropolskie miary objętości ciał sypkich
- Łaszt = 30 korców = 60 półkorców = 120 ćwierci = 240 miarek = 960 garncy = 3840 kwart = 15 360 kwaterek = 3618 litrów
- Korzec = 2 półkorce = 4 ćwierci = 8 miarek = 32 garnce = 128 kwart = 512 kwaterek = 120,6 litra
- Półkorzec = 2 ćwierci = 4 miarki = 16 garncy = 64 kwarty = 256 kwaterek = 60,3 litra
- Ćwierć warszawska = 2 miarki = 8 garncy = 32 kwarty = 128 kwaterek = 30,151 litra
- Miarka (faska, miara) = 4 garnce = 16 kwart = 64 kwaterek = 15,07 litra
- Garniec = 4 kwarty = 16 kwaterek = 3,7689 litra
- Kwarta = 4 kwaterki = 0,9422 litra
- Kwaterka = 0,2356 litra

## Staropolskie miary objętości płynów
- Beczka = 2 półbeczki = 14,4 konwi = 72 garnce = 144 półgarncy = 288 kwarty = 1152 kwaterki = 271,36 litra – w systemie miar wprowadzonym w 1764 roku. Wcześniej różnie w zależności od regionu i rodzaju płynu, np. beczka miodu ok. 48 l, beczka piwa między 130 a 160 l, wina 130 – 160 l.
- Półbeczka = 36 garncy = 144 kwarty = 576 kwaterek = 136,68 litra
- Antał = ćwierć beczki, w zależności od regionu od 35 do 90 litrów
- Achtel = ósma część beczki
- Baryła – ok. 70 litrów
- Konew = 5 garncy = 20 kwart = 80 kwaterek = 18,845 litra
- Garniec = 4 kwarty = 16 kwaterek = 3,7689 litra
- Półgarniec = 2 kwarty = 8 kwaterek = 1,88445 litra
- Kwarta = 4 kwaterki = 0,9422 litra
- Kwaterka = 0,2356 litra

## Staropolskie miary masy
- Szyffunt (funt morski) = 2,6 centnara = 13 kamieni = 416 funtów = 832 grzywny = 13 312 łutów = 168,57 kg
- Centnar (cetnar) = 5 kamieni = 160 funtów = 320 grzywien = 5120 łutów = 64,836 kg
- Kamień = 32 funty = 64 grzywny = 1024 łuty = 12,967 kg
- Funt warszawski = 2 grzywny = 32 łuty = 0,4052 kg
- Grzywna (marka) = 16 łutów = 0,2026 kg
- Łut = 12,66 g

## Tradycyjne miary papieru
- bela papieru = 10 ryz = 200 libr = 4800-5000 arkuszy

## Tradycyjne miary ilości tkanin
- bela sukna = 20 postawów = 240-1280 (śr. 640) łokci
- postaw = 27–62 łokci
- sztuka = częsty synonim postawu, określona ilość tkaniny sprzedawana jako całość
- sztuczka =
- półsztuczek = 6 łokci
- kupon = ilość tkaniny wystarczająca na jedno ubranie (np. spodnie, suknię, płaszcz, garnitur).

## Inne miary staropolskie
- Spąd – miara zboża znana w Polsce w XVI wieku
- Koniuszka – miara obroku dla koni równa 2 garncom
- Rączka (miara) – miara miodu wielkości ponad 10 garncy, którą bartnicy składali jako daninę.
- Bałwan, beczka – miary soli w Polsce ok. 1690 r.

## Inne miary używane w dawnej Polsce
- Wiorsta – rosyjska miara odległości drogowej, stosowana też w Polsce pod zaborem rosyjskim, 1/7 mili rosyjskiej, 42000 cali, ok. 1077 m, a po 1835 r. = 1066,78 m